# Julbach (Austria)
Julbach – gmina w Austrii, w kraju związkowym Górna Austria, w powiecie Rohrbach. Liczy 1545 mieszkańców (1 stycznia 2015).